# حاييم الكسندر
حاييم الكسندر (بالألمانية: Haim Alexander)‏ هو ملحن وعازف بيانو ألماني، ولد في 9 أغسطس 1915 في برلين في ألمانيا، وتوفي في 18 مارس 2012 في القدس في إسرائيل.

## وصلات خارجية
- حاييم الكسندر على موقع ميوزك برينز (الإنجليزية)
- حاييم الكسندر على موقع ديسكوغز (الإنجليزية)